# Zaventem
Zaventem – miejscowość i gmina (gemeente) w Belgii, w Regionie Flamandzkim, w prowincji Brabancja Flamandzka, w okręgu Halle-Vilvoorde. 1 stycznia 2024 roku liczyła 36 676 mieszkańców. Na terenie części gminy mieści się port lotniczy Bruksela.

## Podział administracyjny
W skład gminy wchodzą trzy dzielnice (deelgemeente):
- Nossegem (Nosseghem)
- Sint-Stevens-Woluwe (Woluwe-Saint-Étienne)
- Sterrebeek

## Demografia
- Źródła: NIS, od 1806 do 1981= według spisu; od 1990 liczba ludności w dniu 1 stycznia

1 stycznia 2024 całkowita populacja Zaventem liczyła 36 676 osób. Łączna powierzchnia gminy wynosi 27,73 km², co daje gęstość zaludnienia 1323 mieszkańców na km².

## Współpraca
Miejscowości partnerskie:
- Availles-Limouzine, Francja
- Blankenheim, Niemcy
- Kronberg im Taunus, Niemcy

## Transport
Znajduje się tutaj stacja kolejowa Zaventem oraz część portu lotniczego Bruksela.